# アンドロジナス
アンドロジナス（英語: Androgynous）とは、既存の典型的な男らしさや女らしさに当てはまらず、それらの両方の特徴を混ぜ合わせて併せ持っていたり、そのどちらでもなかったり、その間の特徴を持っていたりすること。主にジェンダー表現のタイプのひとつを指し、ファッションなどで使用される。アンドロジニー（Androgyny）とも呼ぶ。

## 概要
アンドロジナスは、性的指向や性別、性同一性（ジェンダー・アイデンティティ）とは異なり、あくまでジェンダー表現（性表現）のひとつである。そのため、いかなるジェンダーや性的指向の人でもアンドロジナスとなりうる。例えば、アンドロジナスはノンバイナリーやジェンダーフルイドの人の間で多く確認できるが、シスジェンダーやトランスジェンダーの人の中にもアンドロジナスはみられる。基本的にアンドロジナスはLGBTQの業界で積極的に使用される用語ではなく、主にファッションやポップスターを指して使われていることが多い。中にはアイデンティティとしてアンドロジナスを使用している人もいる。

## 歴史
アンドロジナスは1970年代に登場した「心理的両性具有（psychological androgyny）」という概念によって顕著となった。本来、アンドロジナスという言葉は、男らしさと女らしさの両方の特徴があるという意味として使用されてきた。その意味としては日本語では「両性具有」という和訳も使われている。しかし、しだいに時代とともにその意味が変化し、男らしくも女らしくもないという意味や、男らしさや女らしさの間という意味など、その定義の範囲は拡大していった。

## 類似概念との違い

### インターセックス
一部の人は、男性と女性の両方の生物学的特徴を持つ人のことをアンドロジナスと表現することがある。しかし、アンドロジナスはたいていは表現や行動を指す用語であり、男性と女性の両方の生物学的特徴を持つ人（出生時から男性または女性の典型的な定義にあてはまらない生殖・性的構造を持って生まれた人）はインターセックスという別の言葉で呼ばれる。

### 雌雄同体・半陰陽
男性と女性の生殖器の両方を持つ人々もしくは生物は、雌雄同体や半陰陽（Hermaphroditism）と呼ばれてきた。これらは生殖器のみに限定して着目した用語であり、アンドロジナスとは異なる。

### アンドロジーン
アンドロジナスによく似た用語として、アンドロジーン（Androgyne）という言葉もあるが、これはノンバイナリーなジェンダーのひとつであり、性同一性に関するものである。アンドロジーンの人は、自分のジェンダーのアイデンティティを、男性と女性の両方か、そのどちらでもないか、その間だと認識する。

## アンドロジナスとされる著名人
- アニー・レノックス [4]
- アン・ハサウェイ [5]
- ヴィクトリア・ベッカム[5]
- エディー・イザード[4]
- エディ・レッドメイン [6]
- カーラ・デルヴィーニュ[5]
- キャサリン・ヘプバーン[5]
- キリアン・マーフィー[6]
- グェンドリン・クリスティー[6]
- グライムス[4]クリステン・スチュワート[5]
- グレイス・ジョーンズ[4]
- グレン・クローズ[6]
- クロエ・カーダシアン[5]
- ケンダル・ジェンナー[5]
- シャーリーズ・セロン[5]
- シャルロット・ゲンズブール[6]
- ジャレッド・レト[6]
- ゾーイ・クラヴィッツ[6]
- ダコタ・ジョンソン[5]
- ティルダ・スウィントン[6]
- ティモシー・シャラメ[6]
- デヴィッド・ボウイ[6]
- ビル・カウリッツ[6]
- P!NK[4]
- ベラ・ハディッド[5]
- マイリー・サイラス[5]
- リアーナ[5]
- リリー・コリンズ[5]
- ルビー・ローズ[4]
- レディー・ガガ[6]
- ローラ・ペルゴリッジ（LP）[6]
- ローレン・コンラッド[5]
- 小田切ヒロ